# José Yxart
José Yxart y Moragas (Tarragona, 1852-Tarragona, 1895) fue un ensayista, traductor y crítico literario  español.

## Biografía
Nacido en Tarragona el 10 de septiembre de 1852, o de 1853, pertenecía a una familia acomodada y se licenció en Derecho en la Universidad de Barcelona en 1873, pero desde 1872 inició sus colaboraciones de crítica literaria en diferentes diarios, de forma que, después de hacer el servicio militar en Madrid, abandonó la abogacía y se entregó por completo a la crítica literaria. Sus trabajos fueron publicados en La Ilustración Universal, El Siglo Literario, Miscelánea Artística y Literaria, La Renaixensa, El Adelanto, La Ilustración Artística, La Vanguardia y en La España Moderna de Madrid. Tradujo al español obras de Friedrich von Schiller. Joan Sardá y Narcís Oller se consideraban alumnos suyos, y animó a escribir a Joan Maragall, Santiago Rusiñol y Raimon Casellas.
En sus escritos fue uno de los teorizadores fundamentales del movimiento cultural de la Renaixença en la literatura catalana de la segunda mitad del siglo XIX. En 1878 fue premiado en los Juegos Florales. Influido por Hippolyte-Adolphe Taine, fue uno de los introductores del naturalismo en Cataluña. Fue miembro de la Real Academia de la Historia y, en 1892, presidente del Ateneo Barcelonés. Murió prematuramente de tuberculosis. Falleció en su casa natal en Tarragona —en la que el Ayuntamiento de la ciudad colocó una placa en su memoria— el 25 de mayo de 1895.

## Obras
- Lo teatre català. Assaig històric-crític (1878)
- Fortuny (1881)
- El arte escénico en España (1894-1896)
- Obres catalanes de Joseph Ixart (1896) recogidas por Narcís Oller

## Fondo personal
El fondo personal de José Yxart, depositado en el Archivo Histórico de la Ciudad de Barcelona, está formado por un total de 439 documentos, que se desglosan de la siguiente manera: epistolario, 384 documentos; epistolario oficial, 18 documentos; otros corresponsales, 5 documentos; cartas y manuscritos de Josep Yxart, 12 documentos; papeles diversos y recortes de prensa, 18 documentos.